# Špitalič, Kamnik
Špitalič je naselje v zgornji dolini Motnišnice v Občini Kamnik.
Špitalič (503 mnm) leži ob cesti Kamnik - Ločica pri Vranskem, pod prelazom Kozjak. Naselje ima okoli 200 prebivalcev.

## Zgodovina
Ime naselja spominja na leta 1228 ustanovljeno gostišče (hospital / špital) sv. Antona za popotnike in trgovce na cesti, ki je bila do 16. stoletja mnogo važnejša kot ona čez Trojane. Ustanovil ga je mejni grof Henrik IV. Andeški (umrl 18. julija 1228). Med letoma 1243 in 1251 je bil od patriarha Bertolda Andeškega predan v oskrbo samostanu v Vetrinju, ki je do 17. stoletja skrbel zanj in ga vzdrževal s posestjo, ki mu je bila podarjena ob ustanovitvi. V naselju je cerkev sv. Antona Puščavnika iz srede 13. stoletja.